# La Belle Province
Pour les articles homonymes, voir La Belle Province (homonymie).

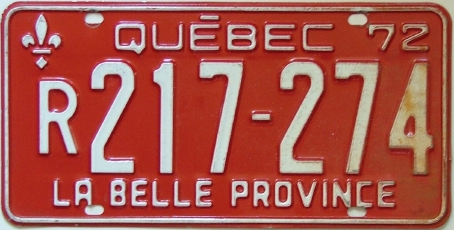
Périphrase « » sur une plaque d'immatriculation de la province de Québec de 1972.

La Belle Province est une périphrase utilisée pour désigner le Québec en tant que province du Canada.

## Utilisation sur les plaques d'immatriculation
Cette devise a été apposée sur les plaques d'immatriculation de la province de 1963 jusqu'en 1977. Depuis 1978, c'est plutôt la devise officielle du Québec qui y apparaît : Je me souviens.
Ce changement a été proposé avec vigueur par l'historien et député de Trois-Rivières  Denis Vaugeois, plus tard ministre des Affaires culturelles, qui assimilait le mot « province » à la notion de colonie : « En nous affichant ainsi, nous admettions être en tutelle : étions-nous donc si fiers d'être une province ? Autour de moi [au conseil des ministres], certains murmuraient : “Mais on est la belle province!” Beau prix de consolation ! » Avec l'appui de Gérald Godin et de Lucien Lessard, ministre des Transports, Vaugeois a réussi à convaincre le caucus, ralliant notamment Lise Payette, responsable du dossier de l'assurance automobile.
On attribue communément ce changement à Lise Payette, ce qui incite Denis Vaugeois à préciser : « Dans ses mémoires , elle dira d'ailleurs que c'est elle qui a remplacé la plaque “La Belle Province” pour “Je me souviens”, mais en vérité, ce n'était pas à elle de réagir au mot province. C'est Lucien qui s'en est chargé en tant que ministre des Transports. »

## Usage
Cette périphrase est utilisée plus fréquemment en dehors du Québec (ailleurs au Canada, médias de langue anglaise, France) qu'au Québec lui-même, où elle est souvent perçue comme un cliché.
La belle Province est également un restaurant de restauration rapide populaire au Québec.